# カレッジネ
カレッジネ（伊: Careggine）は、イタリア共和国トスカーナ州ルッカ県にある、人口約500人の基礎自治体（コムーネ）。

## 地理

### 位置・広がり
ルッカ県北部に位置する。

#### 隣接コムーネ
隣接するコムーネは以下の通り。
- カンポルジャーノ
- カステルヌオーヴォ・ディ・ガルファニャーナ
- モラッツァーナ
- スタッツェーマ
- ヴァーリ・ソット

### 気候分類・地震分類

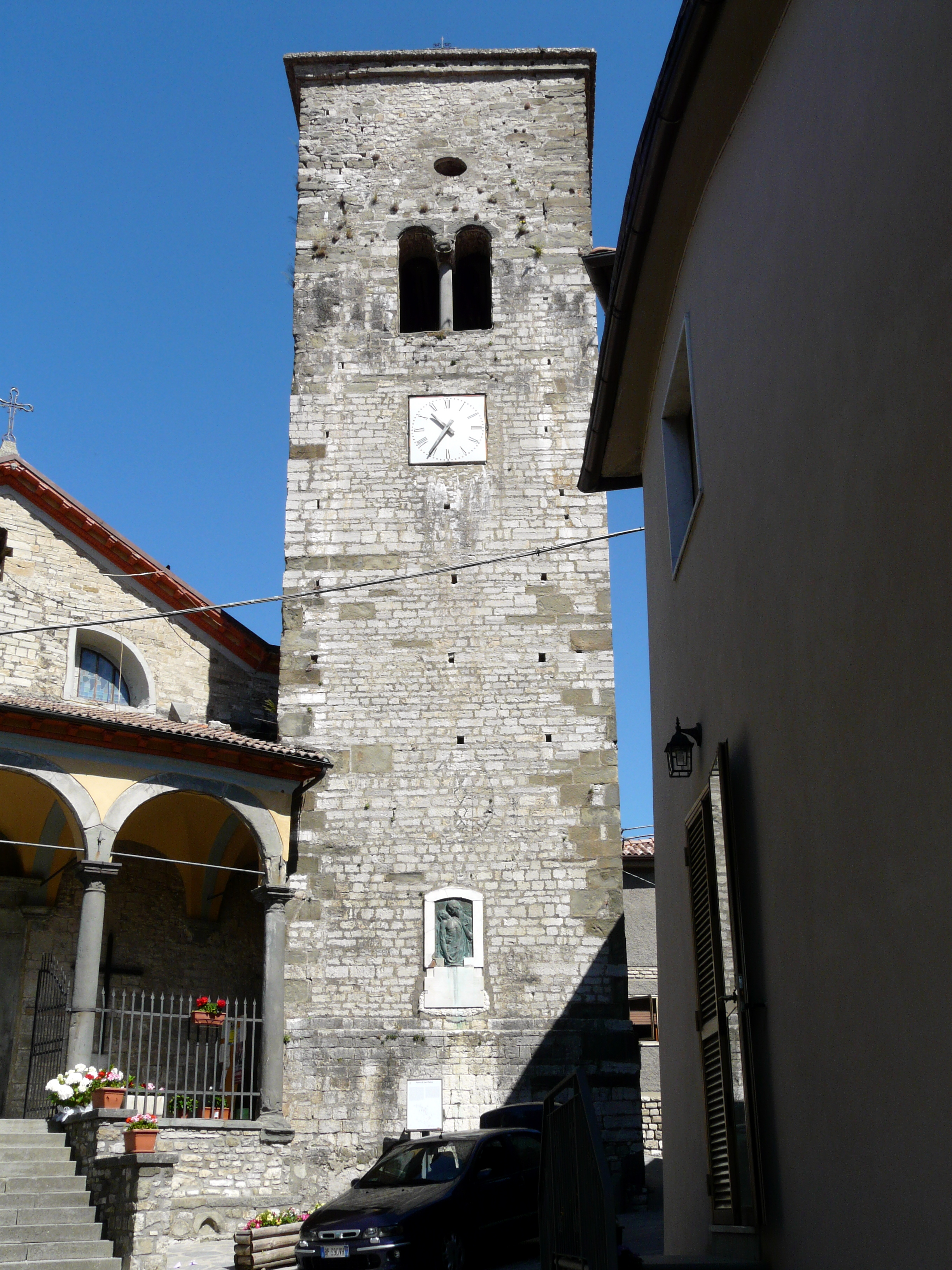
サン・ピエトロ教会

カレッジネにおけるイタリアの気候分類 (it) および度日は、zona F, 3512 GGである。
また、イタリアの地震リスク階級 (it) では、zona 2 (sismicità media) に分類される。